# Ademir Maria
Ademir Antônio Maria (Canoas, 1 de dezembro de 1965) é um ex-futebolista brasileiro que atuava como goleiro.

## Carreira
Depois de passar pelas categorias de base do Internacional, Ademir Maria foi promovido em 1978 pelo Novo Hamburgo.
Em fevereiro de 1980, foi contratado pelo Santos, onde começou a se destacar. Em sua melhor fase, em 1981, quebrou a perna num choque contra o centroavante Tião Marçal, da Francana.
Depois de recuperado da contusão, não retornou bem e teve breve passagem por empréstimo por quatro meses pelo São Bento em agosto 1983, a fim de adquirir experiência, onde ficou nove jogos sem tomar gol.
Em 1984, foi para o Cruzeiro, primeiro por empréstimo. Estreou em 22 de fevereiro, contra o Brasil de Pelotas. Naquele ano, foi reserva do veterano Vitor, e conquistou o Campeonato Mineiro. Teve o passe comprado em 1985 e atuou pela última vez no clube em 1 de dezembro daquele ano, no clássico contra o Atlético-MG.
No ano seguinte, teve passagem pelo Vitória, onde foi treinado pelo técnico Abel Braga, e foi para o Internacional em 1987.
No Inter, em boa parte do tempo foi reserva de Taffarel, que se profissionalizara em 1985.
Foi emprestado ao Paraná, que estava em seu segundo ano de existência, onde foi o goleiro da primeira vitória do clube na história.
Retornou ao Inter em 1991 e depois da contratação de Gato Fernandez, Ademir Maria retornou ao banco de reservas e por lá permaneceu até metade de 1992, quando se transferiu para o Grêmio. Pelo Inter, foi bi-campeão gaúcho em 1991 e 1992.
Estreou no Grêmio em 17 de maio de 1992, em amistoso contra o Juventus de Feliz. Em 1993, em uma partida amistosa, o goleiro titular Emerson Ferreti fraturou a perna em duas partes e acabou dando lugar a Ademir Maria. Entretanto, Eduardo Heuser foi prontamente contratado e assumiu o posto de titular. Ademir Maria encerrou a carreira no mesmo ano, atuando pela última vez em 18 de agosto contra o Bologna, em partida amistosa.
Após se aposentar, em 1994 se tornou preparador de goleiros do Grêmio.

### Títulos
Cruzeiro
- Campeonato Mineiro: 1984

Internacional
- Campeonato Gaúcho: 1991, 1992

Grêmio
- Campeonato Gaúcho: 1993